# Tachov-Bíletín
Tachov-Bíletín – przystanek kolejowy w Tachovie, w kraju pilzneńskim, w Czechach. Położony jest na wysokości 510 m n.p.m.. Znajduje się w zachodniej części miejscowości.
Na przystanku nie ma możliwość zakupu biletów, a obsługa podróżnych odbywa się w pociągu. 

## Linie kolejowe
- 184 Domažlice - Planá u Mariánských Lázní